# Pólya Jakab
Pólya Jakab (Pollák Jakab) (Békésszentandrás, 1844. október 22. – Budapest, 1897. július 30.) államtudományi doktor, ügyvéd, egyetemi magántanár és a Magyar Tudományos Akadémia levelező tagja. Pólya György matematikus és fizikus édesapja.

## Élete
Atyja Pollák Mózes szatócs volt, anyja Diamant Janka. 1854-ben a szarvasi evangélikus gimnáziumba ment tanulni. A harmadik osztályba Nagykőrösön iratkozott be, ahol nagyszülei éltek. Arany Jánost csak egy évig hallgatta a hatodik osztályban, de Szilágyi Sándornak több évig is tanítványa volt. 7-8. osztályos korában saját szorgalmából elsajátította a francia nyelvet. 1863-ban végezte el a gimnáziumot, ekkor Pestre ment és orvostanhallgatónak iratkozott be. A tanév végét azonban nem várta be és a jogi karra lépett át. A nemzetgazdaságot és pénzügytant Karvasy Ágostontól, a statisztikát Konek Sándortól hallgatta. Kautz Gyulától a nemzetgazdasági eszmék fejlődését, Matlekovits Sándortól Schultze-Delitzsch szövetkezeti rendszerét és a szocializmus és kommunizmus ismertetését. Leckeadásból tartotta fönn magát, sőt szegénysorsú szüleit is segélyezte.
Befejezve egyetemi tanulmányait Eleöd Józsa budapesti ügyvéd irodájában helyezkedett el. Munkájával kisebb vagyont szerzett és 1873-ban megnősült. Azonban nyomban szerencsétlenség érte, mert azon évben a nagy pénzügyi válság alatt a kereskedő, akire vagyonát bízta, megbukott és Pólyának nemcsak saját vagyona veszett oda, hanem felesége hozománya is. Szépen indult ügyvédi praxisa is lassanként elapadt. 1883-ban végképp búcsút mondott az ügyvédségnek és a trieszti általános biztosító társaság kötelékébe lépett, ahol 1000 forint évi fizetéssel alkalmazták.
1882-ben Pollák családi nevét Pólyára változtatta. 1886-ban a trieszti biztosító-társaságnak jogtanácsosa, 1887-ben az államtudományok doktora és 1890-ben a budapesti egyetemen a mezőgazdasági politika magántanára lett. A Magyar Tudományos Akadémia 1893. május 4-én választotta levelező tagjai sorába. A Magyar Tudományos Akadémián 1898. november 24-én Vargha Gyula tartott fölötte emlékbeszédet.

## Írásai
Cikkei a Nemzetgazdasági Szemlében (1882. Magyarország államadósságai, Országos közszükségleti pénztár, 1883. A szegényügy, Gróf Széchenyi István minimum javaslata és annak irodalma, Az uj ír földbirtok-törvény, 1885. A mezőgazdasági válság, Haladás és inség, Társadalmi kérdések, A nemzetközi gazdakongressus, 1886. Talajjavítási bank, Valuta és gazdasági válság, 1887. A földbirtok tulajdona, A deficit, 1888. A kis és nagy birtok, A londoni czukoradó-értekezlet, 1889. Az öröklési jog társadalmi és gazdasági szempontból, A valuta-kérdés fejlődése a jelen században, 1890. Egyenes adóink fejlődése, 1891. A mezőgazdasági hitelszövetkezetek, 1892. A biztosítási vállalatok, 1893. Egyenes adóink reformja, 1894-95. Az egyenes adók reformja, A magyar szövetkezeti ügy, A társadalmi kérdés, A német vámegylet, Az ezredévi közgazdasági irodalom, A magán biztosítási vállalatok, Az Egyesült Államok 1890. évi censusának főbb eredményei, 1897. Ausztria vámpolitikája, Külkereskedelmi politika és könyvism.); a Budapesti Szemlében (1883. A parasztbirtok és az ujabb német törvényhozás, 1888. A védvámok, 1889. A mezőgazdaság szabályozása); a Köztelekben (1891-92. Valutaügyről cikksorozat, 1892. Hazánk mezőgazdaságának fejlődése századunk második felében, 1893. Hazánk birtok-statisztikája, Párhuzam az 1867. és 1885. évi adatok közt); a Szövetkezésben (1894. Az angol szövetkezetek, A franczia szövetkezetek); a Közgazdasági és Közigazgatási Szemlében. (1893-95. Az egyenes adók reformja, Az egyenes adó-enqete irományairól, A társadalmi kérdések, 1897. Külkereskedelmi politika, Ausztria vámpolitikája, XX. A német vámegylet, A kereskedelem, pénz- és hitelügy a kiállításon); a Magyar Gazdaságtörténelmi Szemlében (1894. A magyar birtok- és örökjog fejlődése, 1895. Gazdasági viszonyaink a XVIII. század első felében); a Magyar Nemzetgazdában is sok cikke jelent meg; írt még a Magyar Földbe, Nemzetbe.

## Munkái
- Raiffeisen-féle kölcsön-pénztár. Bpest, 1883. (Különny. a Nemzetg. Szemléből).
- Az ujabb agrár mozgalom és irodalom hazánkban. Uo. 1884. (Különny. a Nemzetgazdasági Szemléből).
- Raiffeisen F. W., A hitelszövetkezetek mint eszközök a falusi népesség bajainak elhárítására. Ford. Uo. 1885.
- Agrár politikai tanulmányok. Minimum. Homestead. Örökösödési jog. Uo. 1886. (A m. tudom. akadémia segélyével).
- A szövetkezetek előnyei. Jó tanácsok a magyar nép számára. Uo. 1888. (3. kiadás. Uo. 1892. Népiratkák).
- A gazdasági válság. A Magyar Tudományos Akadémia megbízásából írt és a pesti hazai első takarékpénztár által alapított 2000 forintos Fáy-díjjal jutalmazott pályamű. Uo. 1890. (Ism. Nemzetg. Szemle).
- Az Egyesült-Államok valutája. Uo. 1890. (Első magyar általános biztosító-társaság díja).
- A pesti magyar kereskedelmi bank keletkezésének és ötvenéves fennállásának története. 1841-92. Uo. 1892. (Ism. Nemzetg. Szemle).
- Smith Ádám, Vizsgálódás a nemzeti vagyonosság természetéről és okairól. Ford. Enyedi Lukácscsal együtt. Uo. 1892. (Nemzetg. Irók Tára IV. Ism. Nemzetgazd. Szemle).
- A biztosítási vállalatok. Uo. 1892. (Dóra-díjjal jutalmazott munka).
- A   Pesti Magyar Kereskedelmi  Bank  keletkezésének  és  ötven  éves fennállásának  története,  1841-1892.  Bp.,  1892
- Községi hitelszövetkezetek feladata, vezetése és működése. Uo. 1893.
- A nemzetgazdaságtan ujabb elmélete. Irta Sismondi János, ford. Enyedi Lukáccsal együtt. Uo. 1894. Két kötet. (Ism. Közig. és Közgazd. Szemle).
- A budapesti bankok története az 1867-1894. években. A Magyar Tudományos Akadémia által a Beck Miksa-díjjal koszorúzott pályamű. Uo. 1895. (Ism. Közgazdasági Szemle).
- A szabadalmazott pesti polgári kereskedelmi testület és a budapesti nagykereskedők és nagyiparosok története. Uo. 1896.